# Ulrich Graf (motociclista)
Ulrich Graf (Oetwil, 5 de agosto de 1945 - Opatija, 19 de junio de 1977) fue un piloto de motociclismo suizo, que participó en el Campeonato del Mundo de Motociclismo entre 1970 y 1977. Su mejor temporada fue en 1976 cuando acabó en tercer lugar de la categoría de 50cc.
Sus primeros éxitos fueron entre 1971 y 1973 donde ganó diferentes campeonatos nacionales de Suiza de 50cc. Debuta en el Mundial de motociclismo en 1970, corriendo casi todas las categorías desde 50 hasta 500cc y con muchas marcas (Kreidler, Honda, Yamaha y Jawa). Tan solo obtuvo una victoria (el Gran Premio de Yugoslavia de 1976 de 50cc), cuatro segundos puestos y cuatro terceros puestos.
En el 1977, cuando corría en 50, en el transcurso del GP de Yugoslavia, cae debido a un reventón de su neumático trasero, chocando contra las rocas, donde muere al instante. Este incidente, junto con al de Giovanni Ziggiotto en 250 (el italiano morirá en el hospital después de once días en coma), provocó el cierre de circuito de Abbazia.

## Resultados
Sistema de puntuación desde 1969 hasta 1987:
| Posición | 1.º | 2.º | 3.º | 4.º | 5.º | 6.º | 7.º | 8.º | 9.º | 10.º |
| Puntos   | 15  | 12  | 10  | 8   | 6   | 5   | 4   | 3   | 2   | 1    |

(Carreras en Negrita indica pole position, Carreras en cursiva indica vuelta rápida)
| Año  | Cat.  | Equipo   | 1      | 2       | 3       | 4       | 5       | 6       | 7       | 8      | 9     | 10      | 11    | 12     | 13    | Pts.    | Pos. |
| ---- | ----- | -------- | ------ | ------- | ------- | ------- | ------- | ------- | ------- | ------ | ----- | ------- | ----- | ------ | ----- | ------- | ---- |
| 1970 | 50cc  | Kreidler | GER -  | FRA -   | YUG -   |         | NED -   | BEL -   | DDR -   | CZE -  |       | ULS -   | NAT - | ESP 6  |       | 5       | 19.º |
| 1970 | 125cc | Honda    | GER -  | FRA -   | YUG -   |         | NED -   | BEL -   | DDR -   | CZE -  | FIN - |         | NAT - | ESP 9  |       | 2       | 51.º |
| 1971 | 50cc  | Kreidler | AUT 10 | ALE 9   |         | NED Ret | BEL -   | RDA -   | CHE -   | SUE -  |       | NAC -   | ESP - |        |       | 3       | 29.º |
| 1972 | 50cc  | Kreidler | ALE -  |         |         | NAC -   |         | YUG -   | NED 12  | BEL -  | RDA - |         | SUE - |        | ESP - | 0       | -    |
| 1973 | 50cc  | Kreidler |        |         | GER Ret | NAT 6   |         | YUG 2   | NED -   | BEL -  |       | SWE 7   | FIN - | ESP -  |       | 21      | 7.º  |
| 1974 | 50cc  | Kreidler | FRA 6  | GER -   |         | NAT 4   |         | NED 7   | BEL 10  | SWE 6  | FIN 3 | CZE Ret | YUG 3 | ESP 5  |       | 44 (49) | 6.º  |
| 1974 | 350cc | Yamaha   | FRA -  | GER -   | AUT -   | NAT Ret | IOM -   | NED Ret |         | SWE 13 | FIN - |         | YUG - | ESP 8  |       | 3       | 44.º |
| 1974 | 500cc | Yamaha   | FRA -  | GER -   | AUT -   | NAT -   | IOM -   | NED -   | BEL -   | SWE -  | FIN - | CZE 22  |       |        |       | 0       | -    |
| 1975 | 50cc  | Kreidler |        | ESP -   |         | GER -   | NAT 8   |         | NED -   | BEL 8  | SWE 9 | FIN Ret |       | YUG 9  |       | 10      | 14.º |
| 1975 | 125cc | Yamaha   | FRA -  | ESP Ret | AUT -   | GER -   | NAT 10  |         | NED -   | BEL -  | SWE - |         | CZE - | YUG -  |       | 1       | 32.º |
| 1976 | 50cc  | Kreidler | FRA 10 |         | NAT 4   | YUG 1   |         | NED 2   | BEL 3   | SWE 2  | FIN 2 |         | GER 3 | ESP -  |       | 69 (80) | 3.º  |
| 1976 | 125cc | Yamaha   |        | AUT 11  | NAT -   | YUG -   |         | NED -   | BEL -   | SWE 17 | FIN - |         | GER - | ESP 12 |       | 0       | -    |
| 1977 | 50cc  | Kreidler |        |         | GER -   | NAT 6   | ESP 7   |         | YUG Ret | NED -  |       | SWE -   | FIN - | CZE -, | GBR - | 0       | -    |
| 1977 | 250cc | Yamaha   | VEN -  |         | GER -   | NAT -   | ESP DNQ | FRA -   | YUG -   | NED -  | BEL - | SWE -   | FIN - | CZE -, | GBR - | 15      | 17.º |